# Đức Thành, Đức Châu
Đức Thành (tiếng Trung:德城区, Hán Việt: Đức Thành khu) là một quận của địa cấp thị Đức Châu, tỉnh Sơn Đông, Cộng hòa Nhân dân Trung Hoa. Quận này có diện tích 539 km², dân số năm 2001 là 540.000 người. Đức Thành có các đơn vị hành chính gồm 3 nhai đạo (Sơ Gia, Tân Hải, Hoàng Hải Lộ) và 5 nhai đạo (Tân Hồ, Vận Hà, Tân Hoa, Thiên Cù, Đông Địa), 3 trấn và 3 hương.